# 퍽시구

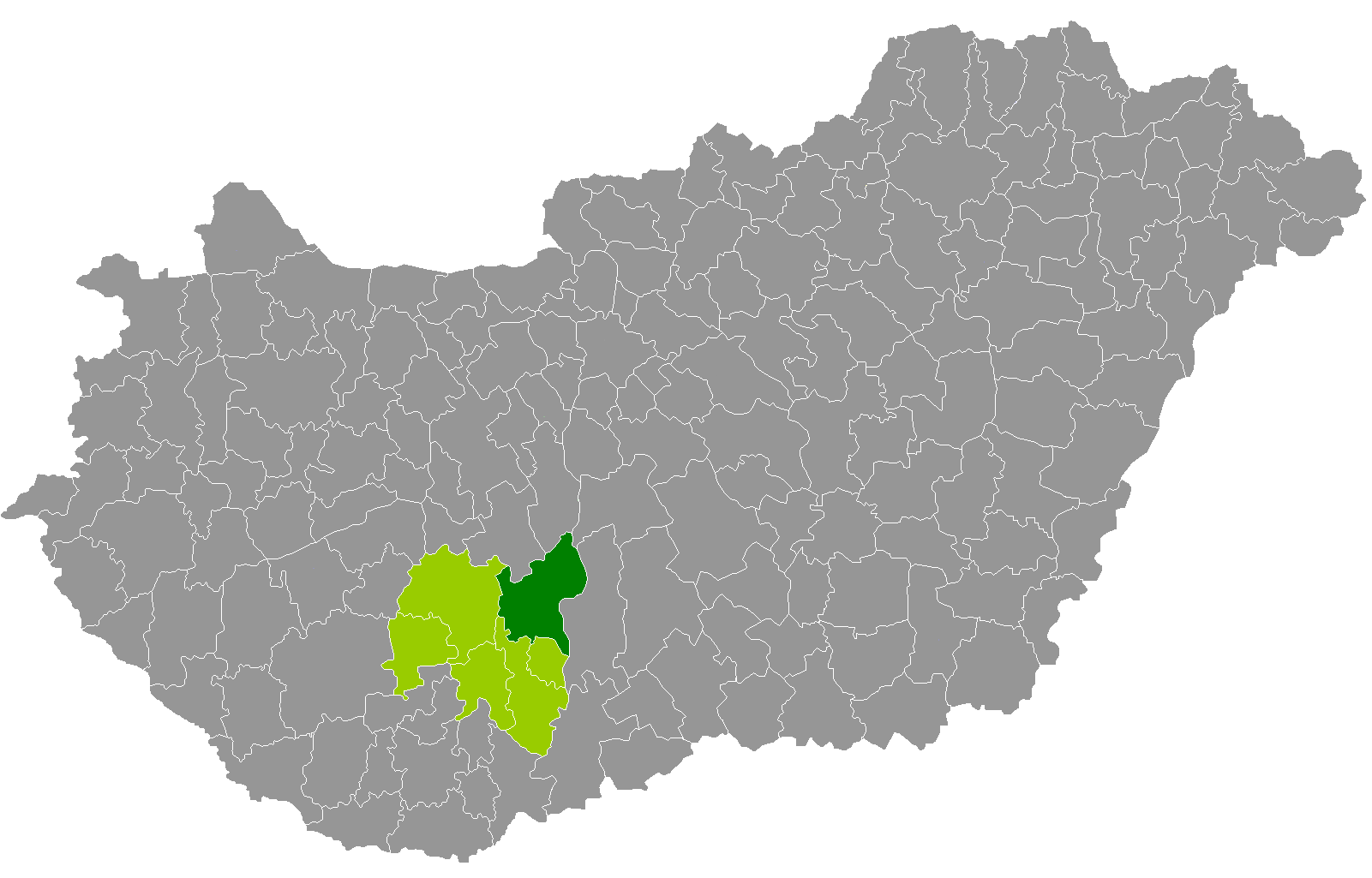
톨너주 지도에 표시된 퍽시구의 위치

퍽시구(헝가리어: Paksi járás)는 헝가리 톨너주에 위치한 구로 구청 소재지는 퍽시이며 면적은 836.00 km2, 인구는 49,433명(2011년 기준), 인구 밀도는 59명/km2이다.
북쪽으로는 페예르주 샤르보가르드구, 두너우이바로시구, 동쪽으로는 바치키슈쿤주 쿤센트미클로시구, 컬로처구, 남쪽으로는 톨너구, 섹사르드구, 서쪽으로는 터마시구와 접한다. 15개 지방 자치체(2개 시, 13개 마을)를 관할한다.

구 문장